# زی، تیرول
زی (به آلمانی: See) یک منطقهٔ مسکونی در اتریش است که در ناحیه لاندک واقع شده‌است. زی ۵۸٫۰۸ کیلومتر مربع مساحت دارد ۱٬۰۵۶ متر بالاتر از سطح دریا واقع شده‌است.